# Mårum Kirke
Mårum Kirke ligger i Mårum, en landsby lidt øst for Helsinge.
Kirken består af et apsis, kor og skib fra 1100-tallets sidste fjerdedel. I 1837 kom en vestforlængelse og våbenhus til. Tårnet i vest er fra 1924 og afløste en tagrytter, magen til Nødebos, over skibet fra 1739. Tidligere havde kirken et tømret klokkehus ved vestgavlen. Efter dettes forsvinden o. 1742-43 tjente underdelen som vestforlængelse, indtil den førnævnte forlængelse i 1837.
Kirken var fra Reformation og frem til 1873 i kongens eje, hvorefter en del af tiendeyderne overtog den til 1. april 1915 hvorefter kirken overgik til selveje. Kirken var anneks til Græsted Kirke fra Reformationen og til 1901 hvor den udskiltes.

## Eksterne kilder og henvisninger
- Danmarks Kirker: Bind II Frederiksborg Amt 2. bind, G.E.C. Gads Forlag 1967.

- Mårum Kirke hos KortTilKirken.dk
- Mårum Kirke hos danmarkskirker.natmus.dk (Danmarks Kirker, Nationalmuseet)